# 破囊壶菌科
破囊壶菌科（学名：Thraustochytriaceae）是水霉目下的一个科。

## 下属分类
本科包括以下属：
- 日本壶菌属 Japanochytrium
- 类网黏菌属 Labyrinthuloides F.O.Perkins, 1973